# Nortonville (Kansas)
Nortonville és una població dels Estats Units a l'estat de Kansas. Segons el cens del 2000 tenia 620 habitants.

## Demografia
Segons el cens del 2000, Nortonville tenia 620 habitants, 233 habitatges, i 154 famílies. La densitat de població era de 556,7 habitants/km².
Dels 233 habitatges en un 32,6% hi vivien nens de menys de 18 anys, en un 57,9% hi vivien parelles casades, en un 7,3% dones solteres, i en un 33,5% no eren unitats familiars. En el 30% dels habitatges hi vivien persones soles el 21,5% de les quals corresponia a persones de 65 anys o més que vivien soles. El nombre mitjà de persones vivint en cada habitatge era de 2,46 i el nombre mitjà de persones que vivien en cada família era de 3,1.
Per edats la població es repartia de la següent manera: un 26% tenia menys de 18 anys, un 6,9% entre 18 i 24, un 24,4% entre 25 i 44, un 16,5% de 45 a 60 i un 26,3% 65 anys o més.
L'edat mediana era de 40 anys. Per cada 100 dones de 18 o més anys hi havia 80,7 homes.
La renda mediana per habitatge era de 38.281 $ i la renda mediana per família de 40.781 $. Els homes tenien una renda mediana de 32.250 $ mentre que les dones 18.500 $. La renda per capita de la població era de 15.523 $. Entorn del 6,1% de les famílies i el 9,1% de la població estaven per davall del llindar de pobresa.

## Poblacions més properes
El següent diagrama mostra les poblacions més properes.